# هوه جونغ (سياسي)
هوه جونغ هو صحفي وسياسي كوري جنوبي، ولد في 8 أبريل 1896 في بوسان في كوريا الجنوبية، وتوفي في 18 سبتمبر 1988 في سول في كوريا الجنوبية بسبب مرض. نشط حزبياً في Liberal Party (South Korea) ‏. وقد انتخب عضو الجمعية الوطنية الكورية الجنوبية ‏.